# Kwasizabantu
Kwasizabantu (Zulu für „Ort, wo Menschen geholfen wird“, kurz KSB, offiziell Kwa Sizabantu Mission) ist der Name des Siedlungsareals einer evangelikalen Missionsgemeinschaft, die in ihrer heutigen Form 1970 im damaligen Natal, Südafrika, mit dem Ziel gegründet wurde, christliche Glaubensinhalte (Evangelium) zu verbreiten. Der Ort wurde als offizielle Siedlung anerkannt. Er liegt im Distrikt Umzinyathi in der Gemeinde Umvoti und befindet sich auf einer Höhe von 975 Metern über dem Meeresspiegel.
Die behaupteten Wunder, durch die sich die Mission etablieren konnte, führten zur Diskussion, ob die Gemeinschaft zur charismatischen Bewegung gerechnet werden muss. Die Missionsleitung selbst distanziert sich von pfingstlerischen und charismatischen Einflüssen.
In der Öffentlichkeit ist Kwasizabantu wegen ihrer Praktiken umstritten, die auf die Tradition der Zulu und der Afrikanischen Kirchen zurückgeführt werden können.

## Mission Kwasizabantu
Die Mission Kwasizabantu versteht sich heute selbst als freikirchliche Gemeinschaft. Ihr wichtigster Standort ist der Gründungsort in Südafrika. Dort gibt es auch zahlreiche Tochterstandorte, zum Beispiel in Kapstadt und Pretoria. Die Aktivitäten der Organisation erstrecken sich auf Missionsarbeit weltweit. In Paraguay, im südlichen Afrika (Namibia, Botswana, Sambia, Zimbabwe) und in Osteuropa (Ungarn und Rumänien) gründete Kwasizabantu Ablegerorganisationen. Auch in Deutschland (Berlin) besteht eine Missionsstation. Die anderen deutschen Gemeinden, aber auch die Kwasizabantu-Missionen in den Niederlanden, Belgien, Frankreich, der Schweiz und Australien trennten sich 2019 von der Zentrale in Südafrika und verstehen sich nun als selbständige christliche Gemeinden.
Organisierte Beziehungen zwischen Kwasizabantu und anderen christlichen Gemeinschaften gibt es nicht.

## Geschichte
Die Ursprünge von KSB gehen auf den Evangelisten Erlo Stegen (1935–2023) zurück, dessen deutsche Vorfahren Mitte des 19. Jahrhunderts von der Hermannsburger Mission als Missionare nach Afrika ausgesandt wurden. Als deren Nachkomme hat er einen konservativ lutherischen Hintergrund. Zunächst missionierte die Familie Stegen unter den Zulu im ehemaligen Natal, heute KwaZulu-Natal. Der Name KwaSizabantu bedeutet „Ort der Hilfe für Menschen“ und bestand schon vor der Mission als Flurname, er wurde von der Familie Stegen aufgegriffen.
Ab 1980 wurden von der Mission aus unabhängige Gemeinden in Europa gegründet, die aber zum größten Teil sich spätestens im Jahr 2019 von der Zentrale in Südafrika lösten und nun nichts mehr mit der Mission zu tun haben wollen.
Nach eigenen Angaben begann die Erweckung 1966/67 in Maphumulo. 1970 zog die Gemeinschaft auf eine erworbene Farm um, die den Namen Kwasizabantu trug, und unter diesem Motto arbeitet die Mission seitdem.
In Deutschland wurde der Theologe Kurt E. Koch zum Wegbereiter. Er berichtete in seinen Büchern mehrfach über seine Erlebnisse in Südafrika.

## Soziales Engagement in Südafrika
Das Bundesministerium für Familie, Senioren, Frauen und Jugend hat Mission Kwasizabantu Süddeutschland e. V. in Schwäbisch Gmünd 2002 als Träger zur Ableistung des Anderen Diensts im Ausland nach §14b Zivildienstgesetz anerkannt. Die Zivildienstleistenden wurden vom steuerbegünstigten Verein in Südafrika eingesetzt.

### Bildungseinrichtungen
Folgende Institutionen werden auf der Missionsstation in Südafrika geführt:
- Die Domino-Servite-Schule (lat. für „Dient dem Herrn“), eine Grund- und weiterführende Schule. Sie wurde 1986 gegründet und wird nach den Grundsätzen der Mission geführt. Der Abschluss ermöglicht den Zugang zu einem Studium in Südafrika.
- Die Tabitha Adult School ist eine Schule für erwachsene Analphabeten und wendet sich vorrangig an Zulu. In der Anfang 1990 gegründeten Schule werden aber auch Englisch- und Computerkurse angeboten.
- Das Cedar College of Education (englisch für „Zeder-Hochschule für Pädagogik“) ist eine private Hochschule und der Nordwest-Universität angegliedert. Die Schule bildet auch ausländische Studenten aus, allerdings ist der Abschluss international nicht überall anerkannt. Gegründet wurde die Schule 1997.
- Das Thembalethu Play Centre (isiZulu für „Unsere Hoffnung“) ist ein Kindergarten.

## Wirtschaftliche Tätigkeiten
Um den Standort in Südafrika und die Schulen finanziell tragen zu können, hat die Familie Stegen in Südafrika verschiedene Firmen mit folgenden Tätigkeitsfeldern gegründet:

### aQuellé
Zum wichtigsten und größten Unternehmen der Mission hat sich mittlerweile die Wasserabfüllfabrik Ekhamanzi Springs – besser bekannt unter dem Markennamen aQuellé – entwickelt. Nach mehreren eher erfolglosen Bohrungen wurde 1996 auf dem Gelände eine Wasserader gefunden. Vermutlich kommt das Wasser von den Drakensbergen. Die Wasserqualität wurde vom SABS (South African Bureau of Standards) geprüft und von einem Experten als außerordentlich deklariert. Geschäftsführer der Aktiengesellschaft sind Erlo, Friedel und Arno Stegen sowie Fano Sibisi (verstorben 2011), die auch alle Aktienanteile besitzen. Das Unternehmen selbst wurde 1998 gegründet und gehört mittlerweile zu den größten Herstellern von abgefülltem Trinkwasser in Südafrika. Zur Marketingstrategie des Unternehmens gehört unter anderem das Sponsoring von verschiedenen Sportveranstaltungen in der Region, von denen das Spar aQuellé Tournament (Fußballturnier) und der Mudman (triathletische Sportveranstaltung) die bekanntesten sein dürften.

### Gemüseanbau
In großen Plastiktunnels und zwei Glasgewächshäusern werden vor allem Paprika und Spinat angebaut. Über ein Hydrokultursystem und eine Bewässerungsanlage aus Israel werden die Pflanzen mit den nötigen Nährstoffen versorgt. Die Setzlinge werden selbst gezogen. Ein Teil der Gewächshäuser befindet sich auf der benachbarten Silverstream Farm, die auch zur Mission gehört. Im Moment baut man an 2 ha Glasdach zur Ausweitung des Geschäftes, dort sollen unter anderem Kiwi und Artischocken gezogen werden. Das Unternehmen selbst ist ebenfalls eine private Gesellschaft der Familie Stegen.

### Bonlé Dairy
Um den eigenen Milchbedarf zu decken, wurde auf dem Missionsgelände eine Molkerei errichtet und später eine moderne Melkanlage installiert. Es werden verschiedene Joghurts nach deutschem Rezept hergestellt, die in Südafrika viele Abnehmer finden. Die Joghurts werden als fettarm und besonders gesund beworben, da sie gelatinefrei sind und auch keine Speisestärke enthalten. Der Naturjoghurt kommt ohne Konservierungsmittel und Zucker aus. Außerdem werden Pro- und Präbiotika zugesetzt. Außer Milch und den Joghurts werden saure und frische Sahne hergestellt. Des Weiteren gibt es eine Auswahl an Fruchtsäften und -nektarsorten und Amazi, einer Art Dickmilch. Die Rinder werden auf einer zur Mission gehörenden Farm in Mooi River gehalten. Der Betrieb ist ebenfalls eine Aktiengesellschaft, deren Stammkapital von den Stegens gehalten wird.

### Avocados
Die auf der Missionsstation angebauten Avocados werden teilweise auch nach Großbritannien exportiert. In der modernen Verpackungs- und Sortieranlage werden auch Lohnaufträge von umliegenden Farmern übernommen.
Weitere Unternehmen, die auf der Mission ansässig sind:
- Nudelfabrik
- Imkerei
- Töpferei
- Schreinerei
- Autowerkstatt
- Supermarktfiliale
- Bäckerei (teilweise wird nach deutschen Rezepten gebacken)
- Weberei
- Anbau von Artemisia (Wermuttee) gegen Malaria[15]

## Zugehörige Organisationen
Eine Organisation, die offiziell unter der Schirmherrschaft des KSB besteht. ist Radio Khwezi: Die Hauptsendesprache ist isiZulu, aber es wird auch in Englisch, Deutsch und Afrikaans gesendet.

## Vorwürfe und Kritik
In die öffentliche Kritik geriet KSB im Jahr 2000 durch mehrere Artikel der evangelischen Publikation ideaSpektrum. Darin wurde über Prügelstrafen an der missionseigenen Schule berichtet; ebenso wurden Vorwürfe erhoben, die eine Verstrickung von KSB mit dem südafrikanischen Geheimdienst zum Inhalt hatten. Hintergrund war ein Treffen leitender Pfarrer der größten Kirchen Südafrikas im Jahre 2000, bei dem 20 ehemalige Mitglieder der Mission in einer Anhörung zu Wort kamen. Darüber wurde ein ausführliches Dokument erstellt; seitdem gilt die Kritik an Kwasizabantu in Kirchenkreisen als fundiert und notwendig.

### Umgang mit Mitgliedern
Ehemalige Mitglieder sprechen von sehr verletzenden Erfahrungen, zweifelhaften und verrufenen Praktiken, Missachtung der menschlichen Würde und autokratischem Führungsstil.
Die Bindung an einen persönlichen Seelsorger spielt im Alltag eine große Rolle. Teilweise werden auch in den europäischen Gemeinden Seelsorger und „Älteste“ mit „Onkel“ angesprochen. Die soziale Struktur der Gemeinden ist paternalistisch und trägt autoritäre Züge. KSB rechtfertigt dies damit, dass man den „hohen Standard“ biblischer Moral erhalten müsse.
Innerhalb der Gemeinschaft gelten strenge Verhaltens- und Kleidervorschriften, zusammengefasst im „Standard“. Klassische konservative Kleidung ist demnach vorgeschrieben, Schmuck, Modefrisuren und Schminke sind verboten. Verlobte dürfen vor der Hochzeit keinen Kontakt haben, und für die Hochzeit gibt es strikte Vorschriften. Die Nichtbeachtung des Standards führt, auch wenn sich seine Vorschriften nicht direkt aus der Bibel herleiten lassen, zum Ausschluss aus der Gemeinschaft.
An den „Domino-Servite“-Schulen, mitbegründet von Jürg Läderach, galt die körperliche Züchtigung bis in die 2000er Jahre hinein als Erziehungsmittel. Der Verdacht, Ehen würden von Seelsorgern arrangiert, wurde von KSB zurückgewiesen und konnte in der Praxis auch nur schwer nachgewiesen werden. Außerdem wurde den Stegens geistlicher Missbrauch und Manipulation der Mitglieder ihrer Mission vorgeworfen. Vor allem die starke Betonung der Sünde und die daraus entstehende Angst vor der eigenen Fehlerhaftigkeit und dem zu erwartenden Gericht wurde dabei benutzt. Besonders Erlo Stegen musste sich in diesem Zusammenhang vorhalten lassen, ein Machtmensch zu sein.

### Wunderheilungen
Kritisch zu sehen sind auch die Wunderheilungen von Erlo Stegen, bei denen er okkult belasteten Menschen die Hand auflegte; dann sollen Heuschrecken, Nadeln und Frösche den Körper verlassen haben. In der Zulukultur ist dies ein Zeichen für einen weißen Zauberer. Des Weiteren wurde immer wieder über AIDS-Heilungen in KSB berichtet, die jedoch medizinisch nicht nachweisbar waren.

### Wirtschaftliche Verflechtungen
Ebenfalls kritisch zu hinterfragen sind die wirtschaftlichen Verflechtungen der Firmen mit der Stegen-Familie sowie der Umgang mit Spendengeldern. Dabei werfen insbesondere die Vorgänge um eine Diamantenmine der Stegens in den 80er und 90er Jahren viele Fragen auf. Friedel Stegen soll damals zwischen 15 und 50 Millionen D-Mark für Investitionen in die Mine gesammelt haben. Anschließend ging die Mine in Konkurs und die meisten Anleger verloren ihr ganzes investiertes Geld. Durch Vergleiche konnten einige Investoren Teile ihres Geldes zurückbekommen.
Bei der Suche nach Wasser auf dem Missionsgelände soll ein Wünschelrutengänger eingesetzt worden sein, der dann die mittlerweile sehr ergiebige Quelle fand.

## Publikationen (Auswahl)
- Gott unter den Zulus, Kurt E. Koch, Bibel- und Schriftenmission Dr. Kurt E. Koch e. V., Schwäbisch Gmünd, 1995  (Die Geschichte der Mission)
- Erweckung unter den Zulus, Erlo Stegen, Bibel- und Schriftenmission Dr. Kurt E. Koch e. V., Schwäbisch Gmünd, 1993, 4. Auflage  (Geistliche Prinzipien und Erfahrungen) (hier in englischer Sprache als PDF)
- Wo ist ein Gott wie du bist, Bärbel Koch, Bibel- und Schriftenmission Dr. Kurt E. Koch e. V., Schwäbisch Gmünd, Band 1 (3. Aufl. 2002) bis 4, (Erlebnisberichte über Kwasizabantu)